# 뮤리얼 에번스

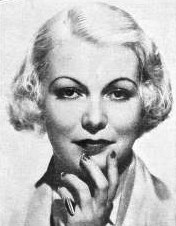

뮤리얼 에번스(영어: Muriel Evans, 1910년 7월 20일 ~ 2000년 10월 26일)는 미국의 배우이다.
미니애폴리스에서 태어났으며 우들랜드힐스에서 사망하였다. 사인은 대장암이다.

## 영화
- 히트 라이트닝 (1934년) - 블론드 큐티 역
- 헐리우드 파티 (1934년)
- 맨하탄 멜로드라마 (1934년)
- 더 프라이즈파이터 앤 더 레이디 (1933년)
- 댄싱 레이디 (1933년)